# 梅林镇 (赣州市)
梅林镇，是中华人民共和国江西省赣州市赣县区下辖的一个乡镇级行政单位。

## 行政区划
梅林镇下辖以下地区：
城东社区、城西社区、光彩社区、梅林新区社区、城南社区、白鹭湾社区、章贡村、梅林村、红金村、双龙村、桃源村和上庙村。